# 유례
초문왕 유례(楚文王 劉禮, ? ~ 기원전 151년)는 전한 초기의 황족·제후왕이다.

## 일대기
초원왕 유교의 아들이다. 문제가 초나라 왕가를 높였기에 황자와 같은 대우를 받았다.
종정을 맡고 있다가, 문제 후6년(기원전 159년) 겨울에 흉노가 상군·운중군을 침입하자 장군이 되어 패상(覇上)에 주둔해, 영면·소의·장무·주아부·서한과 함께 흉노를 방비했다. 몇 달 후 흉노가 돌아가, 모두 철수하였다.
경제가 즉위하면서 형제들과 함께 작위를 받아 평륙후(平陸侯)에 봉해졌다. 초왕의 작위를 이은 조카 유무가 오초칠국의 난에 가담했다 패배하고 자결했기에 황실에게서 원왕의 후사로 삼아 초왕이 되었다. 재위 3년 만에 죽었고, 시호를 문이라 했다.

## 가계
- 초원왕 유교 (아버지)
  - 초문왕 유례
    - 초안왕 유도

| 전임 유일 | 전한의 종정 ? ~ 기원전 154년 | 후임 유통 |

| 선대 (첫 봉건) | 전한의 평륙후 기원전 156년 4월 을사일 ~ 기원전 153년 | 후대 (봉국 폐지) |

| 선대 조카 유무 | 제5대 전한의 초왕 기원전 153년 ~ 기원전 151년 | 후대 아들 초안왕 유도 |